# Angleterre-Irlande en rugby à XV
Cet article présente l'historique des confrontations entre les équipes d'Angleterre et d'Irlande en rugby à XV.
Les deux équipes se sont affrontées à 143 reprises mais jamais en Coupe du monde. Les Anglais ont remporté 79 rencontres contre 54 pour les Irlandais et dix matchs nuls. Depuis 1988, le vainqueur de la rencontre entre les deux équipes dans le cadre du Tournoi est récompensé par le Millennium Trophy.

## Histoire
La première confrontation a lieu le 15 février 1875 à Londres. C'est d'abord l'Angleterre qui prend l'avantage sur l'Irlande, il faut attendre le 8e match pour voir un résultat nul (0 but à 0) pour les Irlandais et le 13e pour enregistrer une victoire irlandaise à Lansdowne Road.
Les Anglais sont exclus des éditions de 1888 et 1889 du Tournoi en raison de leur refus de rejoindre l'International Rugby Board,.
Du point de vue irlandais, la rencontre contre l'Angleterre représente leur plus grand match de l'année.

## Confrontations
| No  | Date             | Lieu                                         | Match                | Score   | Compétition                           |
| --- | ---------------- | -------------------------------------------- | -------------------- | ------- | ------------------------------------- |
| 1   | 15 février 1875  | The Oval, Londres — Angleterre               | Angleterre – Irlande | 2 – 0   | Test match                            |
| 2   | 13 décembre 1875 | Rathmines, Dublin — Irlande                  | Irlande – Angleterre | 0 – 1   | Test match                            |
| 3   | 5 février 1877   | The Oval, Londres — Angleterre               | Angleterre – Irlande | 2 – 0   | Test match                            |
| 4   | 11 mars 1878     | Lansdowne Road, Dublin — Irlande             | Irlande – Angleterre | 0 – 2   | Test match                            |
| 5   | 24 mars 1879     | The Oval, Londres — Angleterre               | Angleterre – Irlande | 3 – 0   | Test match                            |
| 6   | 30 janvier 1880  | Lansdowne Road, Dublin — Irlande             | Irlande – Angleterre | 0 – 1   | Test match                            |
| 7   | 5 février 1881   | Whalley Range, Manchester — Angleterre       | Angleterre – Irlande | 2 – 0   | Test match                            |
| 8   | 6 février 1882   | Lansdowne Road, Dublin — Irlande             | Irlande – Angleterre | 0 – 0   | Test match                            |
| 9   | 5 février 1883   | Whalley Range, Manchester — Angleterre       | Angleterre – Irlande | 1 – 0   | Tournoi britannique                   |
| 10  | 4 février 1884   | Lansdowne Road, Dublin — Irlande             | Irlande – Angleterre | 0 – 1   | Tournoi britannique                   |
| 11  | 7 février 1885   | Whalley Range, Manchester — Angleterre       | Angleterre – Irlande | 0 – 0   | Tournoi britannique                   |
| 12  | 6 février 1886   | Lansdowne Road, Dublin — Irlande             | Irlande – Angleterre | 0 – 0   | Tournoi britannique                   |
| 13  | 5 février 1887   | Lansdowne Road, Dublin — Irlande             | Irlande – Angleterre | 2 – 0   | Tournoi britannique                   |
| 14  | 15 mars 1890     | Rectory Field, Blackheath — Angleterre       | Angleterre – Irlande | 3 – 0   | Tournoi britannique                   |
| 15  | 7 février 1891   | Lansdowne Road, Dublin — Irlande             | Irlande – Angleterre | 0 – 9   | Tournoi britannique                   |
| 16  | 6 février 1892   | Whalley Range, Manchester — Angleterre       | Angleterre – Irlande | 7 – 0   | Tournoi britannique                   |
| 17  | 4 février 1893   | Lansdowne Road, Dublin — Irlande             | Irlande – Angleterre | 0 – 4   | Tournoi britannique                   |
| 18  | 3 février 1894   | Rectory Field, Blackheath — Angleterre       | Angleterre – Irlande | 5 – 7   | Tournoi britannique                   |
| 19  | 2 février 1895   | Lansdowne Road, Dublin — Irlande             | Irlande – Angleterre | 3 – 6   | Tournoi britannique                   |
| 20  | 1er février 1896 | Meanwood, Leeds — Angleterre                 | Angleterre – Irlande | 4 – 10  | Tournoi britannique                   |
| 21  | 6 février 1897   | Lansdowne Road, Dublin — Irlande             | Irlande – Angleterre | 13 – 9  | Tournoi britannique                   |
| 22  | 5 février 1898   | Athletic Ground, Richmond — Angleterre       | Angleterre – Irlande | 6 – 9   | Tournoi britannique                   |
| 23  | 4 février 1899   | Lansdowne Road, Dublin — Irlande             | Irlande – Angleterre | 6 – 0   | Tournoi britannique                   |
| 24  | 3 février 1900   | Athletic Ground, Richmond — Angleterre       | Angleterre – Irlande | 15 – 4  | Tournoi britannique                   |
| 25  | 9 février 1901   | Lansdowne Road, Dublin — Irlande             | Irlande – Angleterre | 10 – 6  | Tournoi britannique                   |
| 26  | 8 février 1902   | Welford Road Stadium, Leicester — Angleterre | Angleterre – Irlande | 6 – 3   | Tournoi britannique                   |
| 27  | 14 février 1903  | Lansdowne Road, Dublin — Irlande             | Irlande – Angleterre | 6 – 0   | Tournoi britannique                   |
| 28  | 13 février 1904  | Rectory Field, Blackheath — Angleterre       | Angleterre – Irlande | 19 – 0  | Tournoi britannique                   |
| 29  | 11 février 1905  | Mardyke, Cork — Irlande                      | Irlande – Angleterre | 17 – 3  | Tournoi britannique                   |
| 30  | 10 février 1906  | Welford Road Stadium, Leicester — Angleterre | Angleterre – Irlande | 6 – 16  | Tournoi britannique                   |
| 31  | 9 février 1907   | Lansdowne Road, Dublin — Irlande             | Irlande – Angleterre | 17 – 9  | Tournoi britannique                   |
| 32  | 8 février 1908   | Athletic Ground, Richmond — Angleterre       | Angleterre – Irlande | 13 – 3  | Tournoi britannique                   |
| 33  | 13 février 1909  | Mardyke, Cork — Irlande                      | Irlande – Angleterre | 5 – 11  | Tournoi britannique                   |
| 34  | 12 février 1910  | Stade de Twickenham, Londres — Angleterre    | Angleterre – Irlande | 0 – 0   | Tournoi des Cinq Nations              |
| 35  | 11 février 1911  | Lansdowne Road, Dublin — Irlande             | Irlande – Angleterre | 3 – 0   | Tournoi des Cinq Nations              |
| 36  | 10 février 1912  | Stade de Twickenham, Londres — Angleterre    | Angleterre – Irlande | 15 – 0  | Tournoi des Cinq Nations              |
| 37  | 8 février 1913   | Lansdowne Road, Dublin — Irlande             | Irlande – Angleterre | 4 – 15  | Tournoi des Cinq Nations              |
| 38  | 14 février 1914  | Stade de Twickenham, Londres — Angleterre    | Angleterre – Irlande | 17 – 12 | Tournoi des Cinq Nations              |
| 39  | 14 février 1920  | Lansdowne Road, Dublin — Irlande             | Irlande – Angleterre | 11 – 14 | Tournoi des Cinq Nations              |
| 40  | 12 février 1921  | Stade de Twickenham, Londres — Angleterre    | Angleterre – Irlande | 15 – 0  | Tournoi des Cinq Nations              |
| 41  | 11 février 1922  | Lansdowne Road, Dublin — Irlande du Sud      | Irlande – Angleterre | 3 – 12  | Tournoi des Cinq Nations              |
| 42  | 10 février 1923  | Welford Road, Leicester — Angleterre         | Angleterre – Irlande | 23 – 5  | Tournoi des Cinq Nations              |
| 43  | 9 février 1924   | Lansdowne Road, Dublin — Irlande             | Irlande – Angleterre | 3 – 14  | Tournoi des Cinq Nations              |
| 44  | 14 février 1925  | Stade de Twickenham, Londres — Angleterre    | Angleterre – Irlande | 6 – 6   | Tournoi des Cinq Nations              |
| 45  | 13 février 1926  | Lansdowne Road, Dublin — Irlande             | Irlande – Angleterre | 19 – 15 | Tournoi des Cinq Nations              |
| 46  | 12 février 1927  | Stade de Twickenham, Londres — Angleterre    | Angleterre – Irlande | 8 – 6   | Tournoi des Cinq Nations              |
| 47  | 11 février 1928  | Lansdowne Road, Dublin — Irlande             | Irlande – Angleterre | 6 – 7   | Tournoi des Cinq Nations              |
| 48  | 9 février 1929   | Stade de Twickenham, Londres — Angleterre    | Angleterre – Irlande | 5 – 6   | Tournoi des Cinq Nations              |
| 49  | 8 février 1930   | Lansdowne Road, Dublin — Irlande             | Irlande – Angleterre | 4 – 3   | Tournoi des Cinq Nations              |
| 50  | 14 février 1931  | Stade de Twickenham, Londres — Angleterre    | Angleterre – Irlande | 5 – 6   | Tournoi des Cinq Nations              |
| 51  | 13 février 1932  | Lansdowne Road, Dublin — Irlande             | Irlande – Angleterre | 8 – 11  | Tournoi britannique                   |
| 52  | 11 février 1933  | Stade de Twickenham, Londres — Angleterre    | Angleterre – Irlande | 17 – 6  | Tournoi britannique                   |
| 53  | 10 février 1934  | Lansdowne Road, Dublin — Irlande             | Irlande – Angleterre | 3 – 13  | Tournoi britannique                   |
| 54  | 9 février 1935   | Stade de Twickenham, Londres — Angleterre    | Angleterre – Irlande | 14 – 3  | Tournoi britannique                   |
| 55  | 8 février 1936   | Lansdowne Road, Dublin — Irlande             | Irlande – Angleterre | 6 – 3   | Tournoi britannique                   |
| 56  | 13 février 1937  | Stade de Twickenham, Londres — Angleterre    | Angleterre – Irlande | 9 – 8   | Tournoi britannique                   |
| 57  | 12 février 1938  | Lansdowne Road, Dublin — Irlande             | Irlande – Angleterre | 14 – 36 | Tournoi britannique                   |
| 58  | 11 février 1939  | Stade de Twickenham, Londres — Angleterre    | Angleterre – Irlande | 0 – 5   | Tournoi britannique                   |
| 59  | 8 février 1947   | Lansdowne Road, Dublin — Irlande             | Irlande – Angleterre | 22 – 0  | Tournoi des Cinq Nations              |
| 60  | 14 février 1948  | Stade de Twickenham, Londres — Angleterre    | Angleterre – Irlande | 10 – 11 | Tournoi des Cinq Nations              |
| 61  | 12 février 1949  | Lansdowne Road, Dublin — Irlande             | Irlande – Angleterre | 14 – 5  | Tournoi des Cinq Nations              |
| 62  | 11 février 1950  | Stade de Twickenham, Londres — Angleterre    | Angleterre – Irlande | 3 – 0   | Tournoi des Cinq Nations              |
| 63  | 10 février 1951  | Lansdowne Road, Dublin — Irlande             | Irlande – Angleterre | 3 – 0   | Tournoi des Cinq Nations              |
| 64  | 29 mars 1952     | Stade de Twickenham, Londres — Angleterre    | Angleterre – Irlande | 3 – 0   | Tournoi des Cinq Nations              |
| 65  | 14 février 1953  | Lansdowne Road, Dublin — Irlande             | Irlande – Angleterre | 9 – 9   | Tournoi des Cinq Nations              |
| 66  | 13 février 1954  | Stade de Twickenham, Londres — Angleterre    | Angleterre – Irlande | 14 – 3  | Tournoi des Cinq Nations              |
| 67  | 12 février 1955  | Lansdowne Road, Dublin — Irlande             | Irlande – Angleterre | 6 – 6   | Tournoi des Cinq Nations              |
| 68  | 11 février 1956  | Stade de Twickenham, Londres — Angleterre    | Angleterre – Irlande | 20 – 0  | Tournoi des Cinq Nations              |
| 69  | 9 février 1957   | Lansdowne Road, Dublin — Irlande             | Irlande – Angleterre | 0 – 6   | Tournoi des Cinq Nations              |
| 70  | 8 février 1958   | Stade de Twickenham, Londres — Angleterre    | Angleterre – Irlande | 6 – 0   | Tournoi des Cinq Nations              |
| 71  | 14 février 1959  | Lansdowne Road, Dublin — Irlande             | Irlande – Angleterre | 0 – 3   | Tournoi des Cinq Nations              |
| 72  | 13 février 1960  | Stade de Twickenham, Londres — Angleterre    | Angleterre – Irlande | 8 – 5   | Tournoi des Cinq Nations              |
| 73  | 11 février 1961  | Lansdowne Road, Dublin — Irlande             | Irlande – Angleterre | 11 – 8  | Tournoi des Cinq Nations              |
| 74  | 10 février 1962  | Stade de Twickenham, Londres — Angleterre    | Angleterre – Irlande | 16 – 0  | Tournoi des Cinq Nations              |
| 75  | 9 février 1963   | Lansdowne Road, Dublin — Irlande             | Irlande – Angleterre | 0 – 0   | Tournoi des Cinq Nations              |
| 76  | 8 février 1964   | Stade de Twickenham, Londres — Angleterre    | Angleterre – Irlande | 5 – 18  | Tournoi des Cinq Nations              |
| 77  | 13 février 1965  | Lansdowne Road, Dublin — Irlande             | Irlande – Angleterre | 5 – 0   | Tournoi des Cinq Nations              |
| 78  | 12 février 1966  | Stade de Twickenham, Londres — Angleterre    | Angleterre – Irlande | 6 – 6   | Tournoi des Cinq Nations              |
| 79  | 11 février 1967  | Lansdowne Road, Dublin — Irlande             | Irlande – Angleterre | 3 – 8   | Tournoi des Cinq Nations              |
| 80  | 10 février 1968  | Stade de Twickenham, Londres — Angleterre    | Angleterre – Irlande | 9 – 9   | Tournoi des Cinq Nations              |
| 81  | 8 février 1969   | Lansdowne Road, Dublin — Irlande             | Irlande – Angleterre | 17 – 15 | Tournoi des Cinq Nations              |
| 82  | 14 février 1970  | Stade de Twickenham, Londres — Angleterre    | Angleterre – Irlande | 9 – 3   | Tournoi des Cinq Nations              |
| 83  | 13 février 1971  | Lansdowne Road, Dublin — Irlande             | Irlande – Angleterre | 6 – 9   | Tournoi des Cinq Nations              |
| 84  | 12 février 1972  | Stade de Twickenham, Londres — Angleterre    | Angleterre – Irlande | 12 – 16 | Tournoi des Cinq Nations              |
| 85  | 10 février 1973  | Lansdowne Road, Dublin — Irlande             | Irlande – Angleterre | 18 – 9  | Tournoi des Cinq Nations              |
| 86  | 16 février 1974  | Stade de Twickenham, Londres — Angleterre    | Angleterre – Irlande | 21 – 26 | Tournoi des Cinq Nations              |
| 87  | 18 janvier 1975  | Lansdowne Road, Dublin — Irlande             | Irlande – Angleterre | 12 – 9  | Tournoi des Cinq Nations              |
| 88  | 6 mars 1976      | Stade de Twickenham, Londres — Angleterre    | Angleterre – Irlande | 12 – 13 | Tournoi des Cinq Nations              |
| 89  | 5 février 1977   | Lansdowne Road, Dublin — Irlande             | Irlande – Angleterre | 0 – 4   | Tournoi des Cinq Nations              |
| 90  | 18 mars 1978     | Stade de Twickenham, Londres — Angleterre    | Angleterre – Irlande | 15 – 9  | Tournoi des Cinq Nations              |
| 91  | 17 février 1979  | Lansdowne Road, Dublin — Irlande             | Irlande – Angleterre | 12 – 7  | Tournoi des Cinq Nations              |
| 92  | 19 janvier 1980  | Stade de Twickenham, Londres — Angleterre    | Angleterre – Irlande | 24 – 9  | Tournoi des Cinq Nations              |
| 93  | 7 mars 1981      | Lansdowne Road, Dublin — Irlande             | Irlande – Angleterre | 6 – 10  | Tournoi des Cinq Nations              |
| 94  | 18 février 1982  | Stade de Twickenham, Londres — Angleterre    | Angleterre – Irlande | 15 – 16 | Tournoi des Cinq Nations              |
| 95  | 19 mars 1983     | Lansdowne Road, Dublin — Irlande             | Irlande – Angleterre | 25 – 15 | Tournoi des Cinq Nations              |
| 96  | 18 février 1984  | Stade de Twickenham, Londres — Angleterre    | Angleterre – Irlande | 12 – 9  | Tournoi des Cinq Nations              |
| 97  | 30 mars 1985     | Lansdowne Road, Dublin — Irlande             | Irlande – Angleterre | 13 – 10 | Tournoi des Cinq Nations              |
| 98  | 1er mars 1986    | Stade de Twickenham, Londres — Angleterre    | Angleterre – Irlande | 25 – 20 | Tournoi des Cinq Nations              |
| 99  | 7 février 1987   | Lansdowne Road, Dublin — Irlande             | Irlande – Angleterre | 17 – 0  | Tournoi des Cinq Nations              |
| 100 | 19 mars 1988     | Stade de Twickenham, Londres — Angleterre    | Angleterre – Irlande | 35 – 3  | Tournoi des Cinq Nations              |
| 101 | 23 avril 1988    | Lansdowne Road, Dublin — Irlande             | Irlande – Angleterre | 10 – 21 | Test match                            |
| 102 | 18 février 1989  | Lansdowne Road, Dublin — Irlande             | Irlande – Angleterre | 3 – 16  | Tournoi des Cinq Nations              |
| 103 | 20 janvier 1990  | Stade de Twickenham, Londres — Angleterre    | Angleterre – Irlande | 23 – 0  | Tournoi des Cinq Nations              |
| 104 | 2 mars 1991      | Lansdowne Road, Dublin — Irlande             | Irlande – Angleterre | 7 – 16  | Tournoi des Cinq Nations              |
| 105 | 1er février 1992 | Stade de Twickenham, Londres — Angleterre    | Angleterre – Irlande | 38 – 9  | Tournoi des Cinq Nations              |
| 106 | 20 mars 1993     | Lansdowne Road, Dublin — Irlande             | Irlande – Angleterre | 17 – 3  | Tournoi des Cinq Nations              |
| 107 | 19 février 1994  | Stade de Twickenham, Londres — Angleterre    | Angleterre – Irlande | 12 – 13 | Tournoi des Cinq Nations              |
| 108 | 21 janvier 1995  | Lansdowne Road, Dublin — Irlande             | Irlande – Angleterre | 8 – 20  | Tournoi des Cinq Nations              |
| 109 | 16 mars 1996     | Stade de Twickenham, Londres — Angleterre    | Angleterre – Irlande | 28 – 15 | Tournoi des Cinq Nations              |
| 110 | 15 février 1997  | Lansdowne Road, Dublin — Irlande             | Irlande – Angleterre | 6 – 46  | Tournoi des Cinq Nations              |
| 111 | 4 avril 1998     | Stade de Twickenham, Londres — Angleterre    | Angleterre – Irlande | 35 – 17 | Tournoi des Cinq Nations              |
| 112 | 6 mars 1999      | Lansdowne Road, Dublin — Irlande             | Irlande – Angleterre | 15 – 27 | Tournoi des Cinq Nations              |
| 113 | 5 février 2000   | Stade de Twickenham, Londres — Angleterre    | Angleterre – Irlande | 50 – 18 | Tournoi des Six Nations               |
| 114 | 20 octobre 2001  | Lansdowne Road, Dublin — Irlande             | Irlande – Angleterre | 20 – 14 | Tournoi des Six Nations               |
| 115 | 16 février 2002  | Stade de Twickenham, Londres — Angleterre    | Angleterre – Irlande | 45 – 11 | Tournoi des Six Nations               |
| 116 | 30 mars 2003     | Lansdowne Road, Dublin — Irlande             | Irlande – Angleterre | 6 – 42  | Tournoi des Six Nations               |
| 117 | 6 mars 2004      | Stade de Twickenham, Londres — Angleterre    | Angleterre – Irlande | 13 – 19 | Tournoi des Six Nations               |
| 118 | 27 février 2005  | Lansdowne Road, Dublin — Irlande             | Irlande – Angleterre | 19 – 13 | Tournoi des Six Nations               |
| 119 | 18 mars 2006     | Stade de Twickenham, Londres — Angleterre    | Angleterre – Irlande | 24 – 28 | Tournoi des Six Nations               |
| 120 | 24 février 2007  | Croke Park, Dublin — Irlande                 | Irlande – Angleterre | 43 – 13 | Tournoi des Six Nations               |
| 121 | 15 mars 2008     | Stade de Twickenham, Londres — Angleterre    | Angleterre – Irlande | 33 – 10 | Tournoi des Six Nations               |
| 122 | 28 février 2009  | Croke Park, Dublin — Irlande                 | Irlande – Angleterre | 14 – 13 | Tournoi des Six Nations               |
| 123 | 27 février 2010  | Stade de Twickenham, Londres — Angleterre    | Angleterre – Irlande | 16 – 20 | Tournoi des Six Nations               |
| 124 | 19 mars 2011     | Aviva Stadium, Dublin — Irlande              | Irlande – Angleterre | 24 – 8  | Tournoi des Six Nations               |
| 125 | 27 août 2011     | Aviva Stadium, Dublin — Irlande              | Irlande – Angleterre | 9 – 20  | Test match                            |
| 126 | 17 mars 2012     | Stade de Twickenham, Londres — Angleterre    | Angleterre – Irlande | 30 – 9  | Tournoi des Six Nations               |
| 127 | 10 février 2013  | Aviva Stadium, Dublin — Irlande              | Irlande – Angleterre | 6 – 12  | Tournoi des Six Nations               |
| 128 | 22 février 2014  | Stade de Twickenham, Londres — Angleterre    | Angleterre – Irlande | 13 – 10 | Tournoi des Six Nations               |
| 129 | 1er mars 2015    | Aviva Stadium, Dublin — Irlande              | Irlande – Angleterre | 19 – 9  | Tournoi des Six Nations               |
| 130 | 5 septembre 2015 | Stade de Twickenham, Londres — Angleterre    | Angleterre – Irlande | 21 – 13 | Test match                            |
| 131 | 27 février 2016  | Stade de Twickenham, Londres — Angleterre    | Angleterre – Irlande | 21 – 10 | Tournoi des Six Nations               |
| 132 | 18 mars 2017     | Aviva Stadium, Dublin — Irlande              | Irlande – Angleterre | 13 – 9  | Tournoi des Six Nations               |
| 133 | 17 mars 2018     | Stade de Twickenham, Londres — Angleterre    | Angleterre – Irlande | 15 – 24 | Tournoi des Six Nations               |
| 134 | 2 février 2019   | Aviva Stadium, Dublin — Irlande              | Irlande – Angleterre | 20 – 32 | Tournoi des Six Nations               |
| 135 | 24 aout 2019     | Stade de Twickenham, Londres — Angleterre    | Angleterre – Irlande | 57 – 15 | Test match                            |
| 136 | 23 février 2020  | Stade de Twickenham, Londres — Angleterre    | Angleterre – Irlande | 24 – 12 | Tournoi des Six Nations               |
| 137 | 21 novembre 2020 | Stade de Twickenham, Londres — Angleterre    | Angleterre – Irlande | 18 – 7  | Coupe d'automne des nations (poule A) |
| 138 | 20 mars 2021     | Aviva Stadium, Dublin — Irlande              | Irlande – Angleterre | 32 – 18 | Tournoi des Six Nations               |
| 139 | 12 mars 2022     | Stade de Twickenham, Londres — Angleterre    | Angleterre – Irlande | 15 – 32 | Tournoi des Six Nations               |
| 140 | 18 mars 2023     | Aviva Stadium, Dublin — Irlande              | Irlande – Angleterre | 29 – 16 | Tournoi des Six Nations               |
| 141 | 19 août 2023     | Aviva Stadium, Dublin — Irlande              | Irlande – Angleterre | 29 – 10 | Test match                            |
| 142 | 9 mars 2024      | Stade de Twickenham, Londres — Angleterre    | Angleterre – Irlande | 23 – 22 | Tournoi des Six Nations               |
| 143 | 1er février 2025 | Aviva Stadium, Dublin — Irlande              | Irlande – Angleterre | 27 – 22 | Tournoi des Six Nations               |